# Городній
Горо́дній — вантажно-пасажирська залізнична станція Лиманської дирекції Донецької залізниці.
Розташована в м. Щастя, Щастинський район, Луганської області на лінії Кіндрашівська-Нова — Граківка між станціями Кіндрашівська-Нова (18 км) та Красноозерівка (21 км).
Через військову агресію Росії на сході України транспортне сполучення припинене. 30 травня 2016 року рух поїздів відновлено, лінією Валуйки — Кіндрашівська почував курсувати приміський поїзд Кіндрашівська-Нова — Лантратівка.